# Chemellier
Chemellier és un municipi francès situat al departament de Maine i Loira i a la regió de País del Loira. L'any 2007 tenia 670 habitants.

## Demografia

### Població
El 2007 la població de fet de Chemellier era de 670 persones. Hi havia 254 famílies de les quals 48 eren unipersonals (11 homes vivint sols i 37 dones vivint soles), 90 parelles sense fills, 101 parelles amb fills i 15 famílies monoparentals amb fills.
La població ha evolucionat segons el següent gràfic:
Habitants censats

### Habitatges
El 2007 hi havia 289 habitatges, 259 eren l'habitatge principal de la família, 21 eren segones residències i 9 estaven desocupats. Tots els 285 habitatges eren cases. Dels 259 habitatges principals, 194 estaven ocupats pels seus propietaris, 59 estaven llogats i ocupats pels llogaters i 6 estaven cedits a títol gratuït; 11 tenien dues cambres, 37 en tenien tres, 65 en tenien quatre i 145 en tenien cinc o més. 228 habitatges disposaven pel capbaix d'una plaça de pàrquing. A 98 habitatges hi havia un automòbil i a 150 n'hi havia dos o més.

### Piràmide de població
La piràmide de població per edats i sexe el 2009 era:
| Homes | Edats   | Dones |
| ----- | ------- | ----- |
| 0     | 95 o +  | 0     |
| 4     | 90 a 94 | 8     |
| 12    | 85 a 89 | 0     |
| 8     | 80 a 84 | 0     |
| 4     | 75 a 79 | 20    |
| 16    | 70 a 74 | 16    |
| 16    | 65 a 69 | 4     |
| 8     | 60 a 64 | 16    |
| 12    | 55 a 59 | 4     |
| 20    | 50 a 54 | 28    |
| 16    | 45 a 49 | 24    |
| 12    | 40 a 44 | 16    |
| 8     | 35 a 39 | 12    |
| 12    | 30 a 34 | 8     |
| 4     | 25 a 29 | 0     |
| 16    | 20 a 24 | 16    |
| 8     | 15 a 19 | 20    |
| 4     | 10 a 14 | 4     |
| 8     | 5 a 9   | 12    |
| 8     | 0 a 4   | 12    |

## Economia
El 2007 la població en edat de treballar era de 434 persones, 354 eren actives i 80 eren inactives. De les 354 persones actives 329 estaven ocupades (172 homes i 157 dones) i 25 estaven aturades (12 homes i 13 dones). De les 80 persones inactives 37 estaven jubilades, 20 estaven estudiant i 23 estaven classificades com a «altres inactius».

### Ingressos
El 2009 a Chemellier hi havia 275 unitats fiscals que integraven 741,5 persones, la mediana anual d'ingressos fiscals per persona era de 17.624 €.

### Activitats econòmiques
Dels 39 establiments que hi havia el 2007, 1 era d'una empresa alimentària, 12 d'empreses de construcció, 7 d'empreses de comerç i reparació d'automòbils, 1 d'una empresa de transport, 2 d'empreses d'hostatgeria i restauració, 2 d'empreses d'informació i comunicació, 1 d'una empresa financera, 5 d'empreses de serveis, 4 d'entitats de l'administració pública i 4 d'empreses classificades com a «altres activitats de serveis».
Dels 16 establiments de servei als particulars que hi havia el 2009, 1 era una oficina bancària, 2 paletes, 2 guixaires pintors, 1 fusteria, 5 lampisteries, 1 electricista, 2 perruqueries, 1 veterinari i 1 restaurant.
L'únic establiment comercial que hi havia el 2009 era una fleca.
L'any 2000 a Chemellier hi havia 20 explotacions agrícoles que ocupaven un total de 549 hectàrees.

## Equipaments sanitaris i escolars
El 2009 hi havia una escola elemental integrada dins d'un grup escolar amb les comunes properes formant una escola dispersa.

## Poblacions més properes
El següent diagrama mostra les poblacions més properes.